# Etheridge River
Der Etheridge River ist ein Fluss im Norden des australischen Bundesstaates Queensland.

## Geografie

### Flusslauf
Der Fluss entsteht an den Westhängen der Newcastle Range in den Atherton Tablelands, die zur Great Dividing Range zählen, aus den beiden Quellbächen Sandy Etheridge Creek und Stony Etheridge Creek. Von dort fließt er nach Nord-Nordwest, wo er etwa zehn Kilometer östlich von Georgetown den Savannah Way (auch: Gulf Developmental Road) erreicht. Er begleitet die Straße nach Westen und unterquert sie in Georgetown. Gleichzeitig wendet er seinen Lauf nach Nordwesten und mündet dann in weitgehend unbesiedeltem Land, etwa in der Mitte zwischen den Siedlungen Abingdon Downs und Minnies Outstation, in den Einasleigh River.

### Nebenflüsse mit Mündungshöhen
- Sandy Etheridge Creek – 449 m
- Stony Etheridge Creek – 449 m
- Machine Creek – 334 m
- Mica Creek – 321 m
- Thornborough Creek – 308 m
- Sisters Creek – 304 m
- O’Brien Creek – 304 m
- Dalray Creek – 295 m
- Spring Creek – 290 m
- Delaney River – 288 m
- Sandy Creek – 286 m
- Boggy Creek – 279 m
- Quartz Blow Creek – 275 m
- Four Mile Creek – 258 m
- Bowler Creek – 257 m
- Horse Creek – 256 m
- Clark Creek – 229 m
- Twelve Mile Creek – 220 m
- Fiery Creek – 193 m

(Quelle:)